# Kamenyitzky Etelka
Kamenyitzky Etelka, írói nevén Ádám Éva (Barót, 1875. augusztus 20. – Kulcs, 1958) tanító, író, haditudósító, lapszerkesztő.

## Életpályája
Lengyel származású családja már a  17. században Székelyföldre került. Édesapja, Kamenyitzky Benedek bányafelőr volt az  erdővidéki Köpecen. Miután elvégezte a sepsiszentgyörgyi tanítóképzőt, Köpecen lett kézimunkatanár a  női ipariskolában. 1914-ben létrehozta a sepsiszentgyörgyi Mikes Kelemen Irodalmi Társaságot, Balázs Béla filmrendező és a gyergyócsomafalvi Lázár István költő biztatására.
Az első világháborúban haditudósító volt, előbb a galíciai, majd az olasz frontról küldte írásait a budapesti Magyarság című napilapnak. Az 1916-os román betörés háromszéki és erdővidéki pusztításait a Hadak útján. Az Olt partjától a Piavéig címmel írta meg, és 1936-ban adta ki Budapesten.
A Szegedre menekült székelyek Hargitaváralja (1936–1942) című folyóiratában tájékoztatta az akkori magyar társadalmat a Romániához csatolt erdélyi magyarság sorsáról.
Élete végén a Fejér megyei Kulcson lakott nagyon szerényen, állás nélkül, lapját betiltották, mert írói munkássága nem illett bele a kommunista Magyarország eszmevilágába. Távoli rokonai élnek Marosvásárhelyen és Bukarestben.

## Művei
- Hadak útján. Az Olt partjától Piavéig. Magyar Szépirodalmat Pártolók Egyesülete, 1936, Budapest. Online hozzáférés
- Hogy volt, hogy nem volt? (antológia). Palladis Kiadó, Budapest, 1932